# Pheugopedius spadix
Pheugopedius spadix là một loài chim trong họ Troglodytidae.